# Stilista

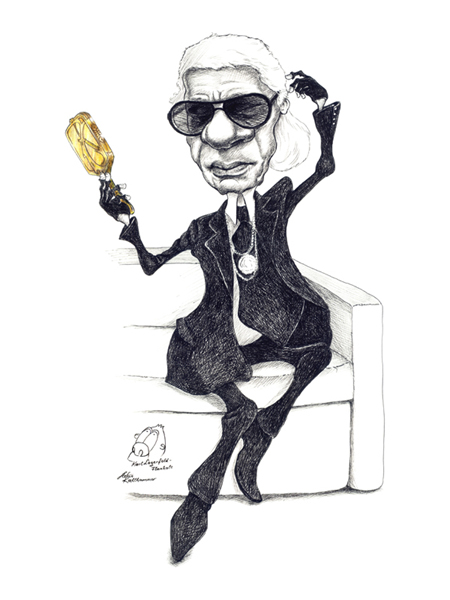
Caricatura dello stilista Karl Lagerfeld.

Lo stilista (in inglese stylist), detto anche fashion designer (lett. "progettista di moda") è colui che, nel mondo della moda, progetta e spesso impone particolari stili di abbigliamento e/o accessori.

## Storia
La figura dello stilista potrebbe avere origini antichissime e sarebbe nata dal momento in cui gli esseri umani iniziarono a vestirsi per necessità. Colui che però trasformò la figura del sarto in quella dello stilista fu l'inglese Charles Frederick Worth (1825-1895), che divenne uno dei personaggi di punta della moda francese dell'epoca anche lavorando per diverse nobildonne come l'Sissi, Margherita di Savoia e la regina di Francia Eugenia. Nel corso del Novecento, nacquero alcuni designer che definirono il modo di vestire, tra i quali vale la pena di menzionare Coco Chanel, Cristobal Balenciaga, Christian Dior, Elsa Schiaparelli, Yves Saint Laurent e Hubert de Givenchy.